# Garth Manton
Garth Owen Vaughan Manton (ur. 16 grudnia 1929 w Darling Point, zm. 1 lutego 2024 w Melbourne) – australijski wioślarz, brązowy medalista olimpijski.
Wystąpił na igrzyskach olimpijskich w Melbourne w 1956, gdzie Australijczycy w składzie: Michael Aikman, David Boykett, Fred Benfield, Jim Howden, Garth Manton, Walter Howell, Adrian Monger, Brian Doyle i Harold Hewitt (sternik) zdobyli brązowy medal w ósemkach. W wyścigu finałowym o 4 sekundy przegrali z osadą USA i o 2,1 sekundy z osadą Kanady. Był to jego jedyny start olimpijski.
Po zakończeniu kariery był działaczem sportowym i komentatorem zawodów wioślarskich. W latach 1991-2010 był prezydentem Anglesea Recreation and Sports Club.
Był żonaty, miał czwórkę dzieci. Zmarł w wieku 94 lat w Melbourne.